# Bucana
Bucana
es un barrio rural  del municipio filipino de primera categoría de El Nido perteneciente a la provincia  de Paragua en Mimaro,  Región IV-B.
En 2007 Bucana contaba con 3.966 residentes.

## Geografía

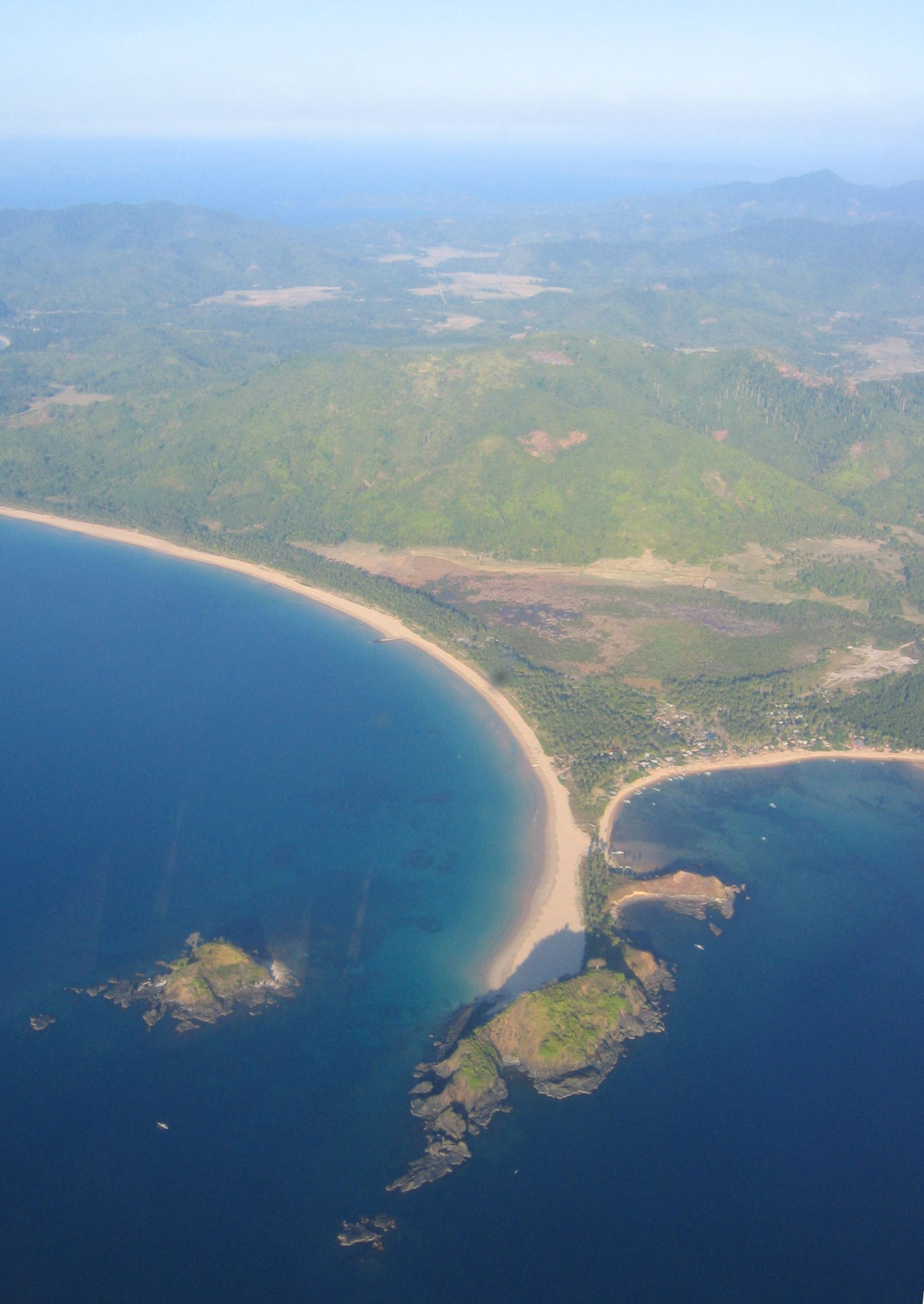
Sitio Calitang.

El municipio de El Nido se encuentra 238 kilómetros al noreste de Puerto Princesa,  capital provincial. 
Su término ocupa el extremo meridional de isla Paragua. Linda al norte con la  isla de Linapacán y otras  del grupo de las islas Calamianes; al sur con el municipio vecino de Taytay; al este con el Mar de Joló frente a las islas que forman el municipio de Agutaya; y al oeste con el  mar de la China Meridional, conocido localmente como el Mar del Oeste de Filipinas.
Su término linda la norte con el mar, Bahía de Yocotón y Bahía de Duli; al sur con los barrios de Barotuán y de Pasadeña; al este con el barrio de Teniguibán; y al oeste con la costa.
Este barrio  comprende la isla de Lalutaya, así como los sitios de Calitang, de Taberna, de Maranlao y de Yucotón.

### Demografía
El barrio  de Bucana contaba  en mayo de 2010 con una población de 4.231 habitantes, siendo el  más poblado de su municipio.

## Historia
Bacuit formaba parte de la provincia española de  Calamianes, una de las de las 35 provincias de la división política del archipiélago Filipino, en la parte llamada de Visayas. Pertenecía a la audiencia territorial  y Capitanía General de Filipinas, y en lo espiritual a la diócesis de Cebú.